# Götz Otto

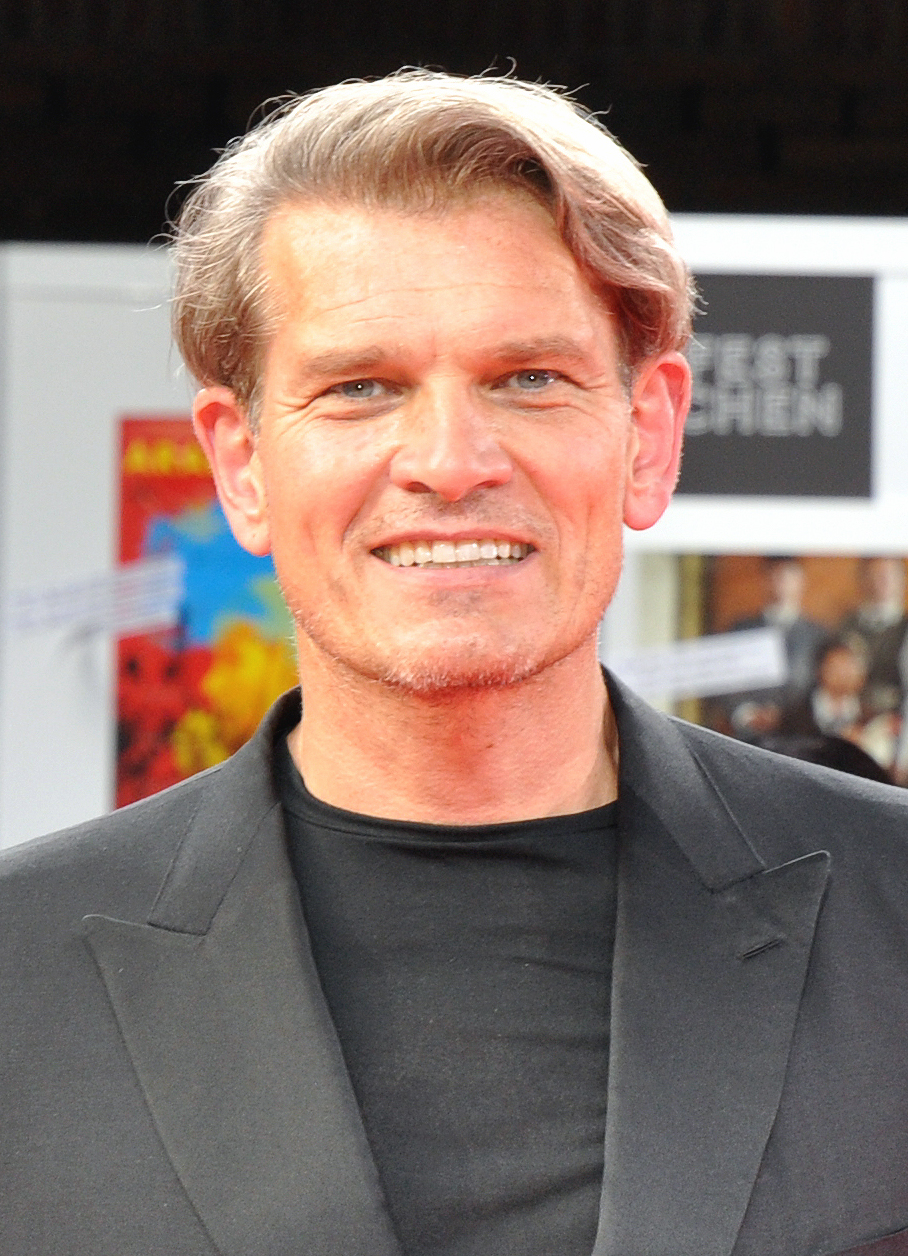
Götz Otto auf dem Münchner Filmfest 2015

Götz Matthias Otto (* 15. Oktober 1967 in Offenbach am Main) ist ein deutscher Schauspieler, Synchronsprecher, Hörspiel- sowie Hörbuchsprecher.

## Biografie
Götz Ottos Eltern führten in Dietzenbach eine Bäckerei. Nach dem Abitur auf der Leibnizschule in Offenbach am Main besuchte er die Universität für Musik und darstellende Kunst Graz und von 1989 bis 1993 die Münchner Otto-Falckenberg-Schule. 1991 spielte er am Schillertheater in Berlin.
Von 1993 bis 1995 spielte er im Residenztheater München und in einigen Fernseh- und Kinofilmen. Schlagartig bekannt, auch international, wurde er mit seiner Rolle als Handlanger ‚Stamper‘ des Bösewichtes Elliot Carver (Jonathan Pryce) im James-Bond-Film Der Morgen stirbt nie.
Es folgten prägnante Rollen im In- und Ausland, so in drei Filmen des spanischen Regisseurs Fernando Trueba (Das Mädchen deiner Träume, El embrujo de Shanghai und Das Mädchen und der Künstler), in Johnny Campbells englischer Fantasykomödie Alien Autopsy – Das All zu Gast bei Freunden und in der bayerischen Komödie Grenzverkehr und in Oliver Mielkes Gaunerkomödie Ossi’s Eleven (2008).
Im Fernsehen besetzt Götz Otto ganz unterschiedliche Genres – von Action wie in Millennium Mann (2003), romantischem Melodram wie in Apollonia (2005), bis zur Weihnachtskomödie Rettet die Weihnachtsgans (2006). Von Januar bis März 2008 spielte er vor Theaterpublikum in der modernen Komödie Und abends Gäste am Berliner Theater am Kurfürstendamm. Neben seiner schauspielerischen Tätigkeit gehörte Otto auch zum Rate-Pool der HR-Sendung strassenstars.
2004 spielte der 1,96 Meter große Götz Otto in Oliver Hirschbiegels Der Untergang den Sturmbannführer Otto Günsche. Im Sommer 2005 spielte er als Bösewicht ‚Harry Melton‘ im Ensemble der Karl-May-Spiele Bad Segeberg. Er spielte einen der Hauptakteure in der Energia-Produktion Iron Sky (2012). Außerdem hatte er eine Rolle als Synchronsprecher in dem Spiel Harveys Neue Augen von Daedalic Entertainment.
Am 7. Dezember 2010 erzielte Otto den ersten Platz bei der TV total PokerStars.de Nacht und gewann ein Preisgeld in Höhe von 50.000 Euro.
2013 engagierte sich Otto im Rahmen des Projekts 365 Tage – und jeder einzelne zählt! für die Deutsche Kinderkrebsstiftung, in dem er zusammen mit Hans-Joachim Heist dem Hörspiel Max & Moritz seine Stimme lieh. Am 11. Juni 2018 nahm er am Wer wird Millionär? Prominenten-Special teil und erspielte 32.000 Euro. 2024 war er bei Stars in der Manege.
Otto ist verheiratet, Vater dreier Töchter und eines Sohnes und lebt mit seiner Familie in Krailling bei München.

## Filmografie (Auswahl)
- 1992: Kleine Haie
- 1993: Dann eben mit Gewalt (Fernsehfilm)
- 1993: Schindlers Liste (Schindler’s List)
- 1994: Polizeiruf 110: Gespenster (Fernsehreihe)
- 1994: Lauras Entscheidung (Fernsehfilm, Regie: Uwe Janson)
- 1995: Nur über meine Leiche
- 1995: Nach Fünf im Urwald
- 1996: Gridlock – Die Falle (Fernsehfilm)
- 1996: Doppelter Einsatz (Fernsehserie, Folge Adrenalin)
- 1996: SK-Babies (Fernsehserie, Folge Countdown)
- 1996: Hart, aber herzlich – Operation Jennifer (Till Death Do Us Hart)
- 1996: Polizeiruf 110: Kleine Dealer, große Träume
- 1996–2017: SOKO München (Fernsehserie, verschiedene Rollen, 3 Folgen)
- 1997: Rosamunde Pilcher – Irrwege des Herzens (Fernsehreihe)
- 1997: Tatort: Nahkampf (Fernsehreihe)
- 1997: James Bond 007 – Der Morgen stirbt nie (Tomorrow Never Dies)
- 1998: Erdbeben in New York (Earthquake in New York)
- 1998: Das Mädchen deiner Träume (La niña de tus ojos)
- 1999: Beowulf
- 1999: Der blonde Affe (Fernsehfilm)
- 1999: Der Voyeur (Fernsehfilm)
- 1999: Stuart Little (Stimme)
- 2000: Marlene
- 2000: Der Bär ist los!
- 2001: Goebbels und Geduldig
- 2001: Der Tanz mit dem Teufel (Fernsehfilm)
- 2002: Planet B: The Antman
- 2002: Edel & Starck (Fernsehserie, Folge Und ewig lockt – der Mann)
- 2002: Ma femme s’appelle Maurice
- 2002: Planet B: Mask Under Mask
- 2002: El embrujo de Shanghai
- 2003: Großstadtrevier (Fernsehserie, Folge Auf der Lauer)
- 2003: Millennium Mann (Fernsehserie, Folge Brüder)
- 2004: Der Untergang
- 2004: Die Nibelungen (Fernsehfilm)
- 2005: Der Clown – Payday
- 2005: Pfarrer Braun: Bruder Mord (Fernsehreihe)
- 2005: Grenzverkehr
- 2005: Der Todestunnel
- 2005: Apollonia (Fernsehfilm)
- 2005: Urmel aus dem Eis (Fernsehfilm)
- 2006: Asterix und die Wikinger (Astérix et les Vikings, Stimme)
- 2006: Alien Autopsy – Das All zu Gast bei Freunden (Alien Autopsy)
- 2006: Blond: Eva Blond! – Epsteins Erbe (Fernsehreihe)
- 2006: Ab durch die Hecke (Over the Hedge, Stimme)
- 2006: Rettet die Weihnachtsgans (Fernsehfilm)
- 2007: Die Erntehelferin (Fernsehfilm)
- 2007: Polizeiruf 110: Tod in der Bank
- 2007: SOKO Wien (Fernsehserie, Folge Eiszeit)
- 2007: Entern oder Kentern (Spielshow)
- 2008: Ossi’s Eleven
- 2008: Der Bulle von Tölz: Das Ende aller Sitten (Fernsehreihe)
- 2008: U-900
- 2009: Nichts als Ärger mit den Männern (Fernsehfilm)
- 2009: Bis an die Grenze (Fernsehfilm)
- 2009: Ein Haus voller Töchter (Fernsehserie, 4 Folgen)
- 2009: Svik
- 2009: Dragonball Evolution (Stimme)
- 2009: G-Force – Agenten mit Biss (Stimme)
- 2010: Die Säulen der Erde (Fernsehmehrteiler, 7 Folgen)
- 2010: Die Wanderhure (Fernsehfilm)
- 2011: Die Superbullen
- 2012: SOKO Stuttgart (Fernsehserie, Folge Gerechtigkeit)
- 2012: Iron Sky
- 2012: Die Rache der Wanderhure (Fernsehfilm)
- 2012: Der letzte Bulle (Fernsehserie, Folge Verräter)
- 2012: Cloud Atlas
- 2012: Das Mädchen und der Künstler (El artista y la modelo)
- 2012: Asterix & Obelix – Im Auftrag Ihrer Majestät (Astérix et Obélix : Au service de sa majesté)
- 2012: Das Vermächtnis der Wanderhure (Fernsehfilm)
- 2012: Wohin der Weg mich führt (Fernsehfilm)
- 2013: Maman und ich (Les garçons et Guillaume, à table!)
- 2013: Der Alte (Fernsehserie, Folge Im Visier)
- 2013, 2019: Hubert ohne Staller (Fernsehserie, verschiedene Rollen, 2 Folgen)
- 2014: Die geliebten Schwestern
- 2014: Sprung ins Leben (Fernsehfilm)
- 2014: SOKO Köln (Fernsehserie, Folge Du sollst nicht töten)
- 2014: Die drei Federn (Fernsehfilm)
- 2015: Tod den Hippies!! Es lebe der Punk
- 2015: Prinzessin Maleen (Fernsehfilm)
- 2016: Die Besucher – Sturm auf die Bastille (Les Visiteurs: La Révolution)
- 2016: Neid ist auch keine Lösung (Fernsehfilm)
- 2017: Die Bergretter (Folge Am Abgrund, als Tilmann)
- 2017: Um Himmels Willen (Fernsehserie, Folge Altes Geheimnis)
- 2017: Jugend ohne Gott
- 2017: Unter deutschen Betten
- 2017: München Mord: Auf der Straße, nachts, allein (Fernsehreihe)
- 2018: Bettys Diagnose (Fernsehserie, Folge Eigentor)
- 2019: Das Traumschiff – Japan (Fernsehreihe)
- 2019: Notruf Hafenkante (Fernsehserie, Folge SOKO Kiebitz)
- 2019–2020: Dignity (Fernsehserie, 6 Folgen)
- 2020: Kroymann (Satiresendung, Folge 11)
- 2020: Die Kanzlei (Fernsehserie, Folge Schräglage)
- 2020: Matze, Kebab und Sauerkraut
- 2020: Enfant Terrible
- 2020: Da is’ ja nix (Fernsehserie)
- 2021: t = E/x2
- 2021: Der Boandlkramer und die ewige Liebe
- 2021: Der Zürich-Krimi: Borchert und der verlorene Sohn
- 2021: Der Beischläfer (Folge Exorzismus)
- 2022: Die Toten vom Bodensee – Das zweite Gesicht (Fernsehreihe)
- 2022: Tatort: Warum (Fernsehreihe)
- 2022: Tatort: Das Verhör (Fernsehreihe)
- 2022: Hamilton – Lykke darf nicht sterben
- 2022: Das Märchen vom Frosch und der goldenen Kugel
- 2023: Der Bergdoktor – Wer wir sind (Staffel 16, Folge 4)
- 2023: Hotel Mondial (Fernsehserie)
- 2023: Schneekind: Ein Schwarzwaldkrimi
- 2024: Bad Director
- 2024: Marie fängt Feuer – Herz über Kopf (Fernsehreihe)
- 2024: Hameln (Fernsehserie)

## Hörbücher und Hörspiele (Auswahl)
- 2007: Die Zeitmaschine von H. G. Wells, Patmos audio 2007, 3 CDs, ISBN 978-3-491-91237-3.
- 2013: Tage des Bösen von Peter Temple, audio media verlag 2013, 6 CDs, ISBN 978-3-86804-346-4.
- 2014: Provenzalische Verwicklungen von Sophie Bonnet, audio media verlag 2014, 5 CDs, ISBN 978-3-86804-812-4.
- 2015: Winnetous Sohn von Thomas Brinx und Anja Kömmerling, audio media verlag 2014, 3 CDs, ISBN 978-3-86804-399-0.
- 2019: Wisting und der Tag der Vermissten von Jørn Lier Horst, Der Audio Verlag, ISBN 978-3-7424-1154-9
- 2020: Provenzalischer Stolz von Sophie Bonnet, Random House Audio, ISBN 978-3-8371-5021-6 (ungekürzt: Audible).
- 2021: Agata und ihr fabelhaftes Dorf/Agata und das zauberhafte Geschenk von Tea Ranno, USM Audio, ISBN 978-3-8032-9275-9/ISBN 978-3-8032-9276-6.
- 2023: Provenzalische Täuschung von Sophie Bonnet, Random House Audio, (Hörbuch-Download, Die Pierre-Durand-Krimis, Band 9), ISBN 978-3-8371-6420-6
- 2024: Provenzalische Flut von Sophie Bonnet, Random House Audio, (Hörbuch-Download, Ein Fall für Pierre Durand 10), ISBN 978-3-8371-6749-8
- 2024: Finsteres Herz von Holger Karsten Schmidt, Argon Verlag, ISBN 978-3-7324-7576-6 (Hörbuch-Download, Die Toten von Marnow, Band 2)
- 2024: Die drei ??? – Tag der Toten nach Marco Sonnleitner, Europa (Folge 230, als IQ)
- 2025: Provenzalisches Licht von Sophie Bonnet, Random House Audio, ISBN 978-3-8371-6949-2 (Hörbuch Download)

## Theater
- 2005: Urmel aus dem Eis
- 2005: Winnetou und das Geheimnis der Felsenburg (Karl-May-Spiele Bad Segeberg)
- 2008: Und abends Gäste (Theater und Komödie am Kurfürstendamm)
- 2011: Billy The Kid (Packhaustheater Bremen; gemeinsam mit Joshy Peters)
- 2012–2013: The King’s Speech (Kempf Theatergastspiele)
- 2012–2013: The King’s Speech (Komödie im Bayerischen Hof München)
- 2014: Götz von Berlichingen (Burgfestspiele Jagsthausen)
- 2024: Die Carmen von St. Pauli (St. Pauli Theater Hamburg)

## PC-Spiele
- In den Spielen Harveys neue Augen und Chaos auf Deponia von Daedalic Entertainment übernimmt er die Rolle des Erzählers.

## Sonstiges
Seine Rolle als Stamper in Der Morgen stirbt nie soll er den Worten „I’m big, I’m bad, I’m bald, I’m German. Five seconds, keep the rest“ („Ich bin groß, ich bin böse, ich bin kahlköpfig (wegen seiner kurzen Haare), ich bin Deutscher. Das waren fünf Sekunden, behalten Sie den Rest“) zu verdanken haben, nachdem ihm die Produzentin Barbara Broccoli 20 Sekunden gegeben hatte, um sich vorzustellen.